# Монастир походження дерева Хреста Господнього
Монастир походження дерева Хреста Господнього (колишній домініканський монастир) — згромадження ченців-студитів Української Греко-католицької церкви. Розташований в селищі Підкамінь, Бродівського району Львівської області. Видатна пам'ятка архітектури XVII–XVIII ст. на теренах України. За висловом короля Яна Собеського — «Східна Ченстохова».

## Історичні дані

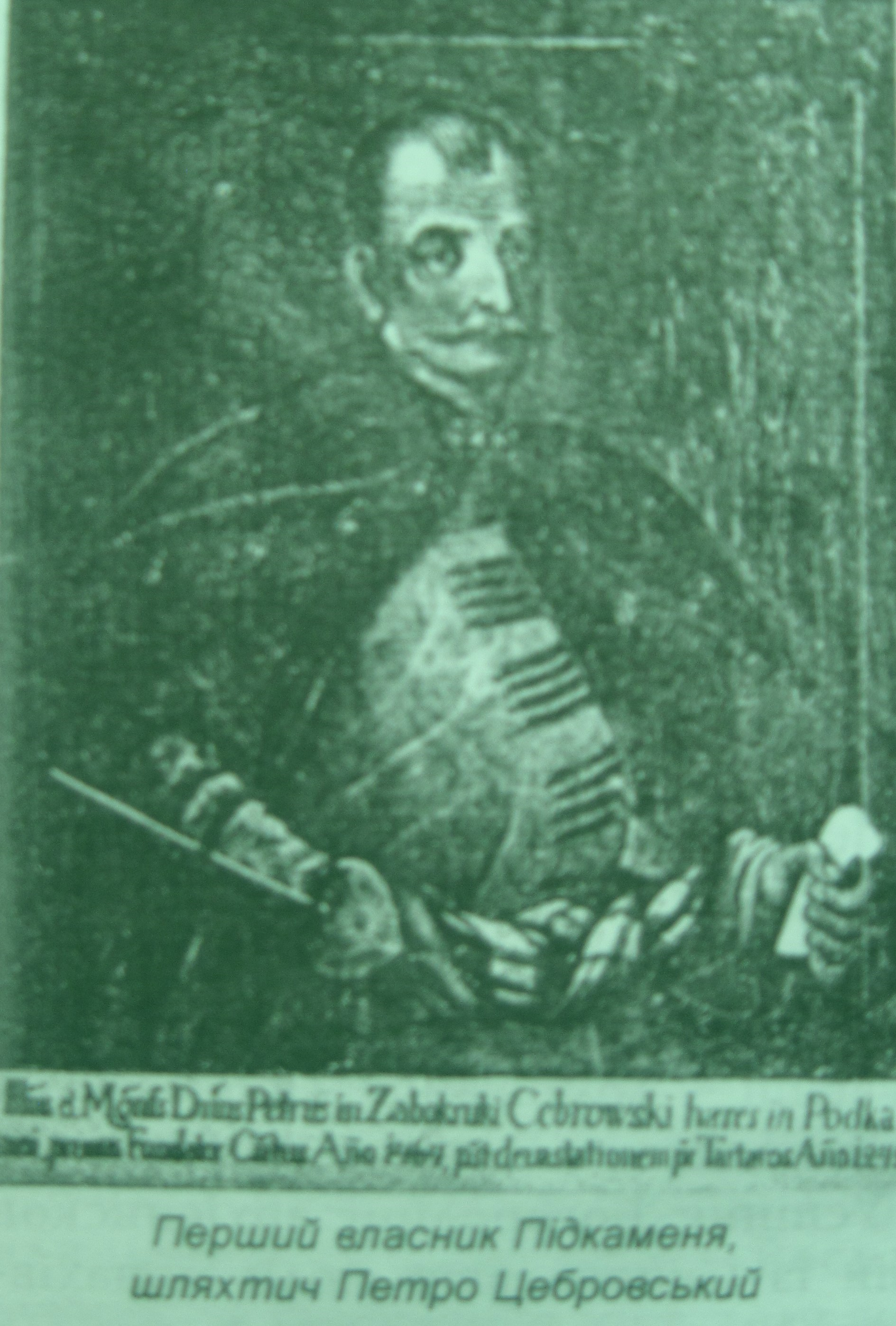
Петро Цебровський

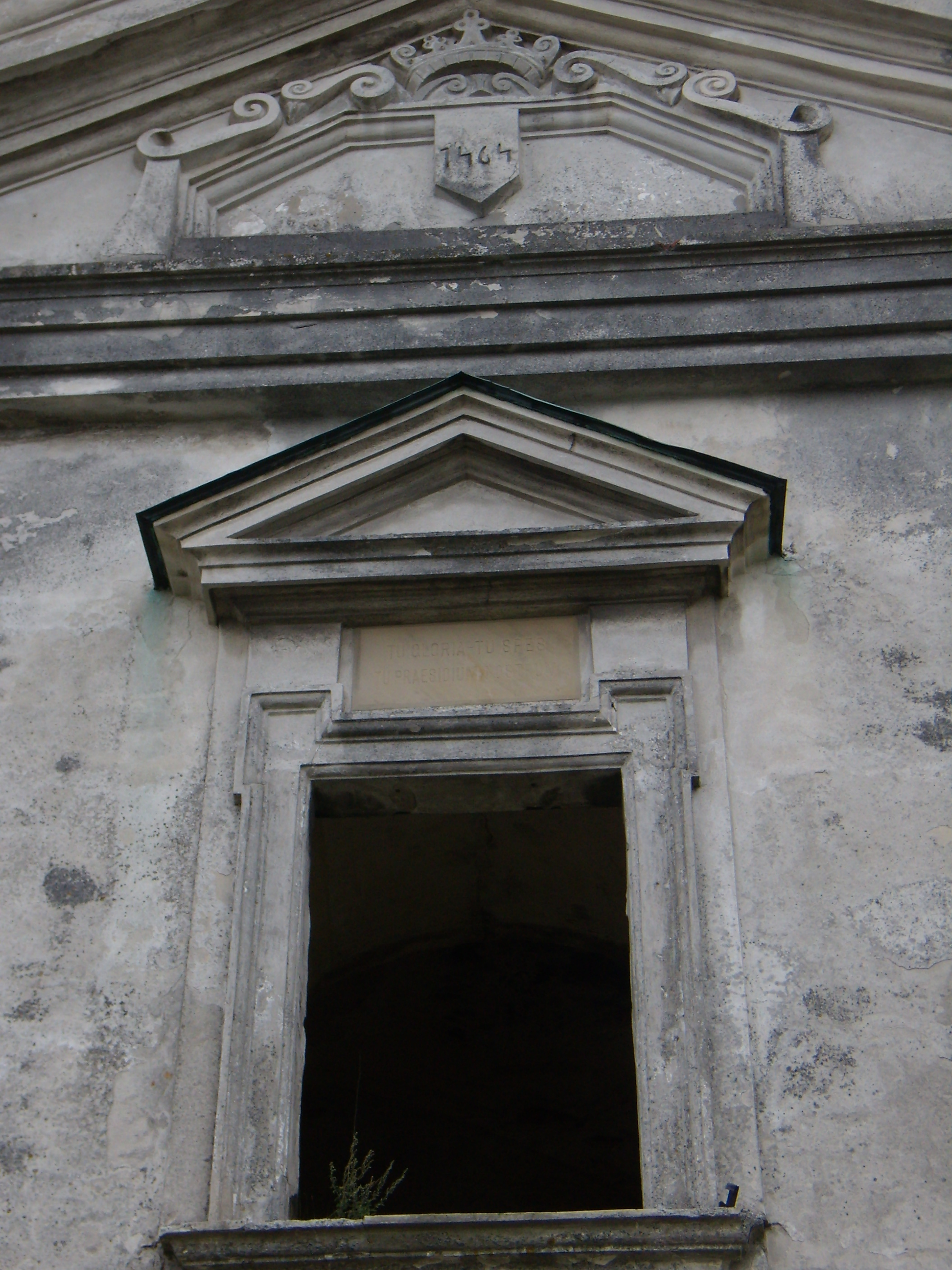
Дата 1464

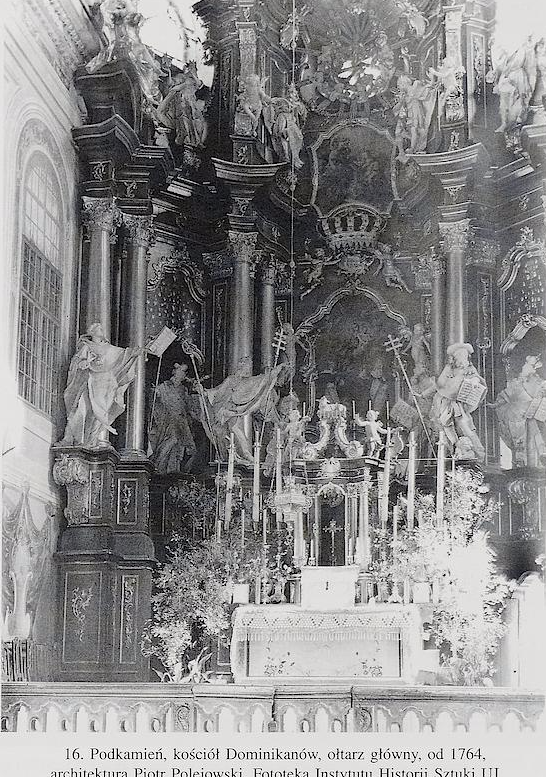
Головний вівтар, бл. 1764

Домініканський монастир, 1846

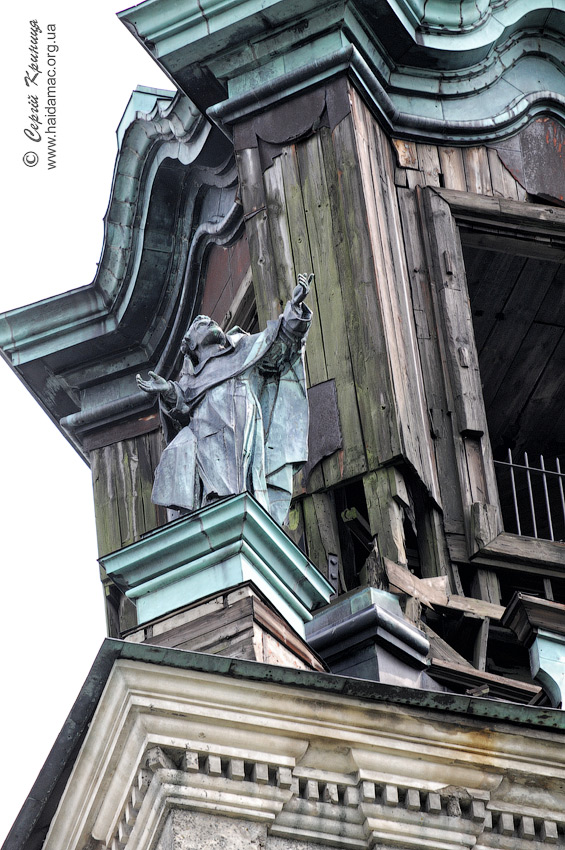
Статуя біля куполу

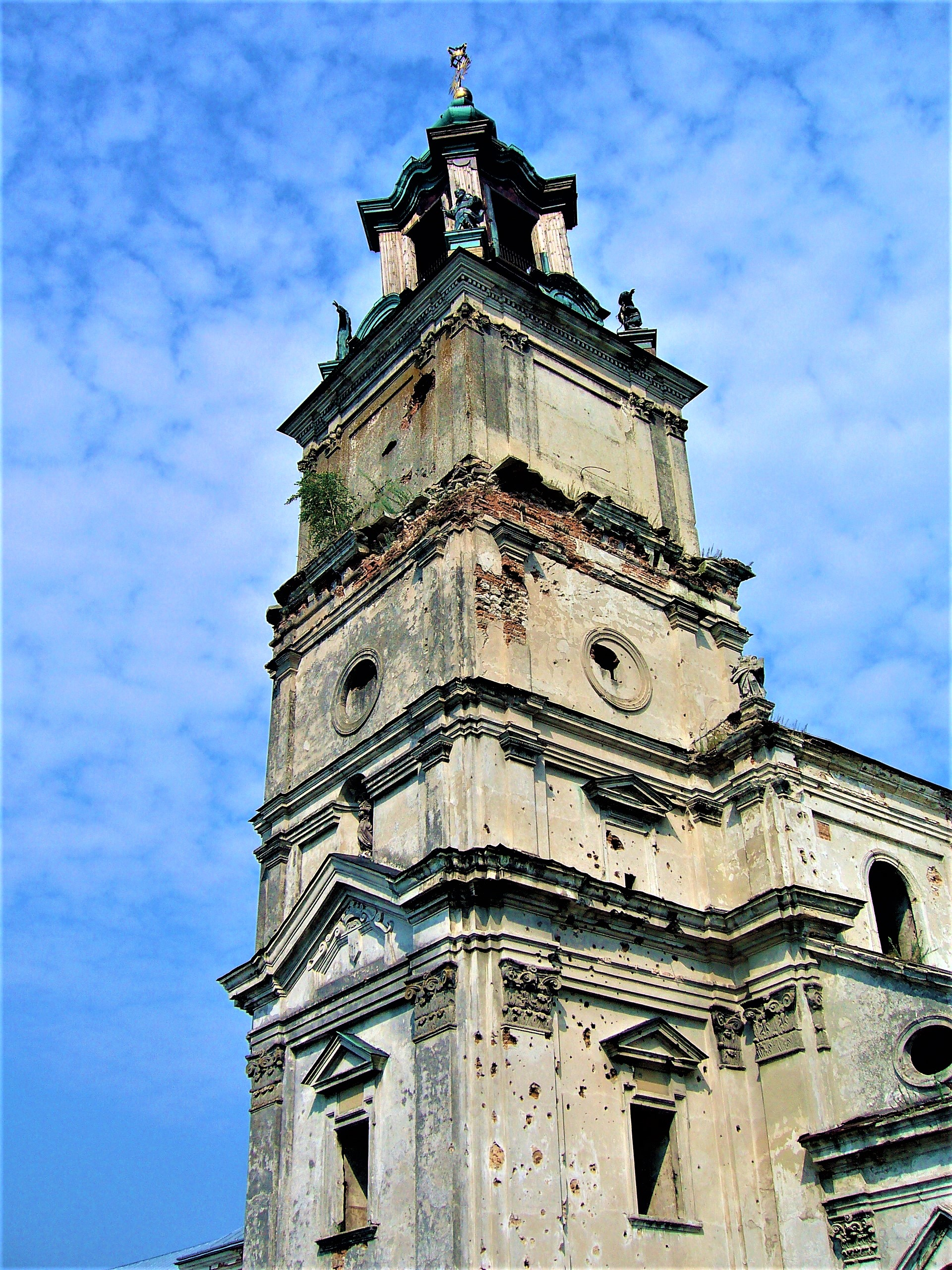
Вежа костелу, 2008 (до демонатжу 2010)

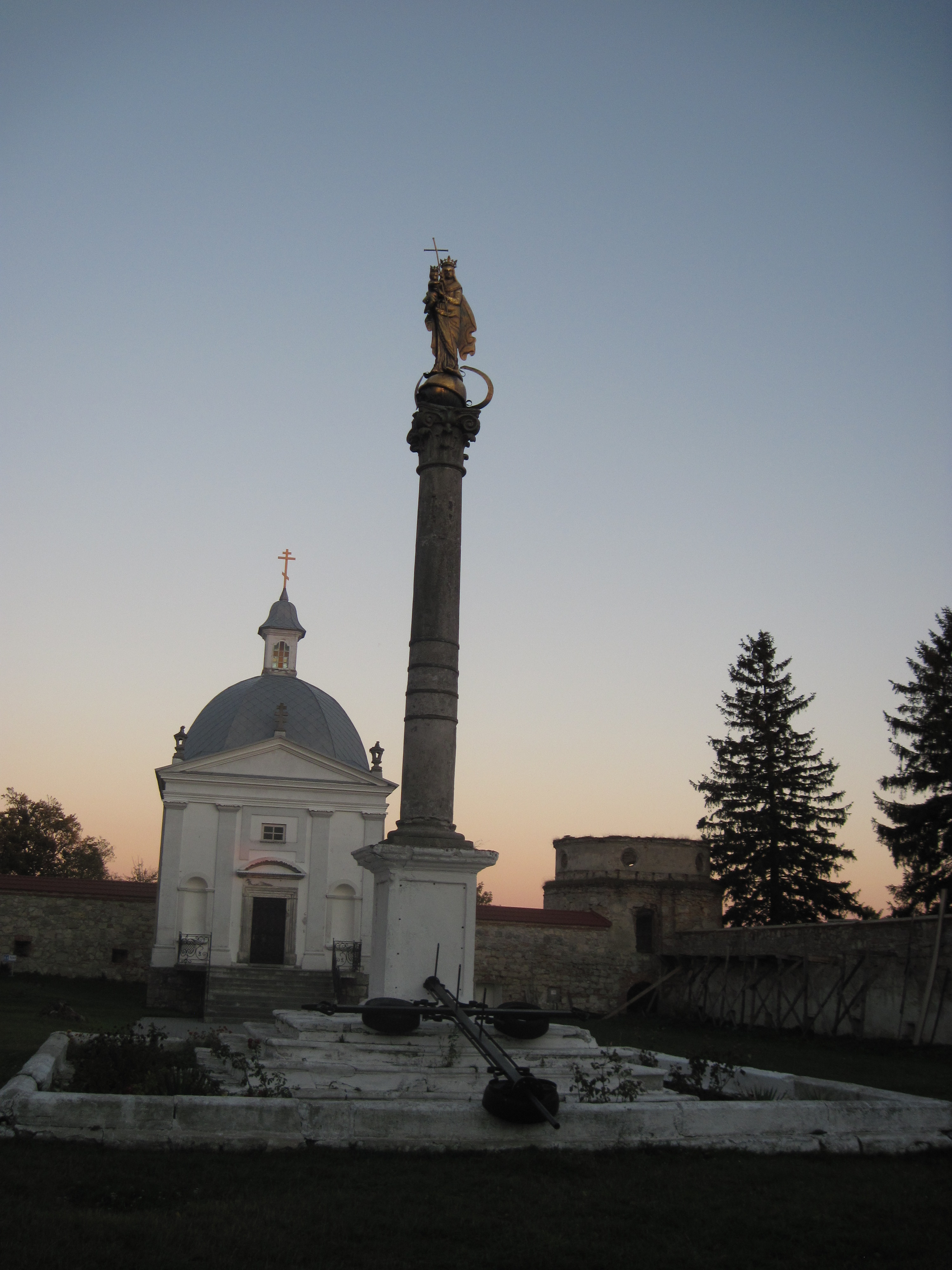
Каплиця М. Цегельського і колона С. Лєдуховського зі скульптурою Богородиці, осінь 2014

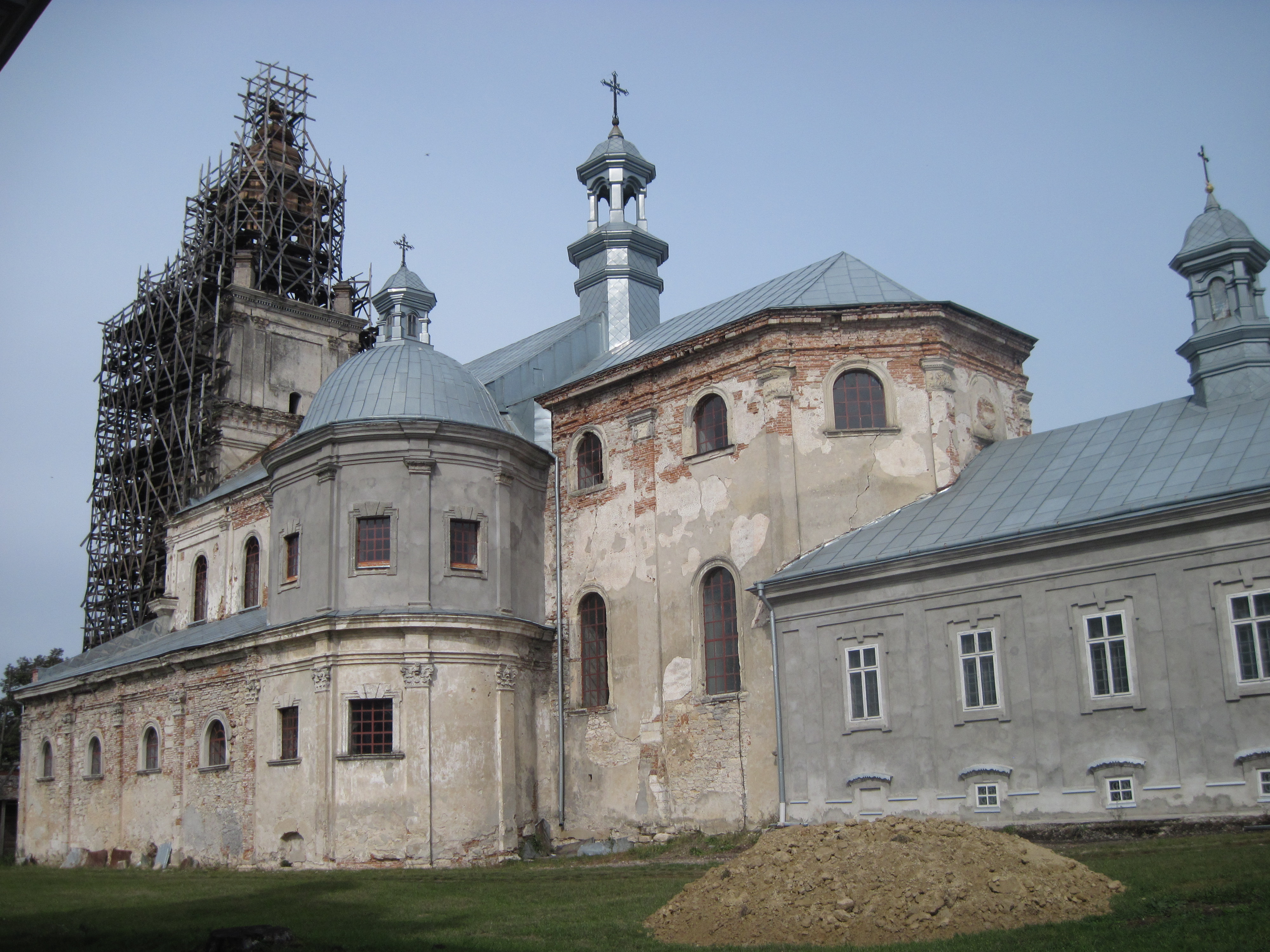
Осінь 2014

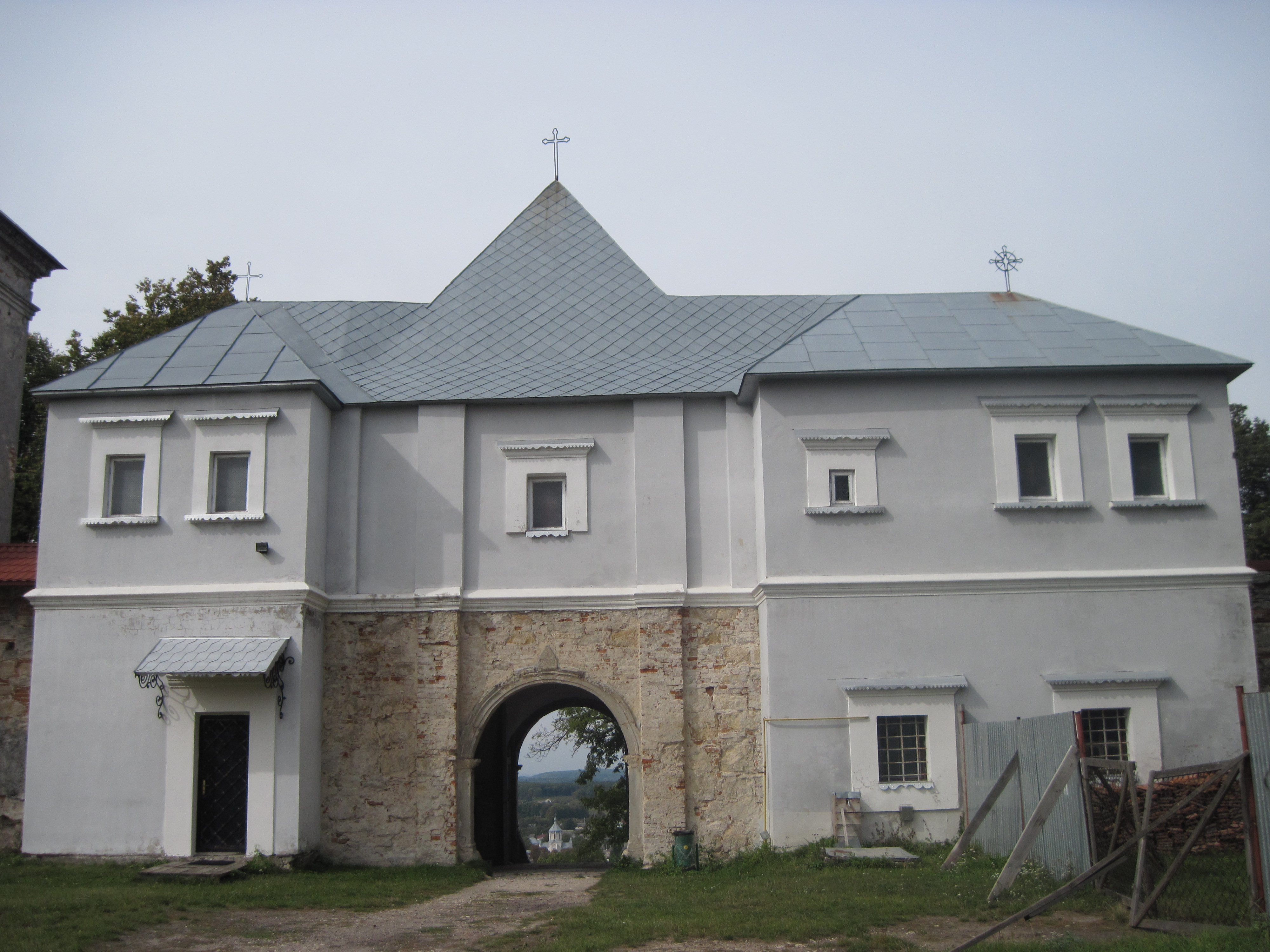
В'їзна брама монастиря з двору

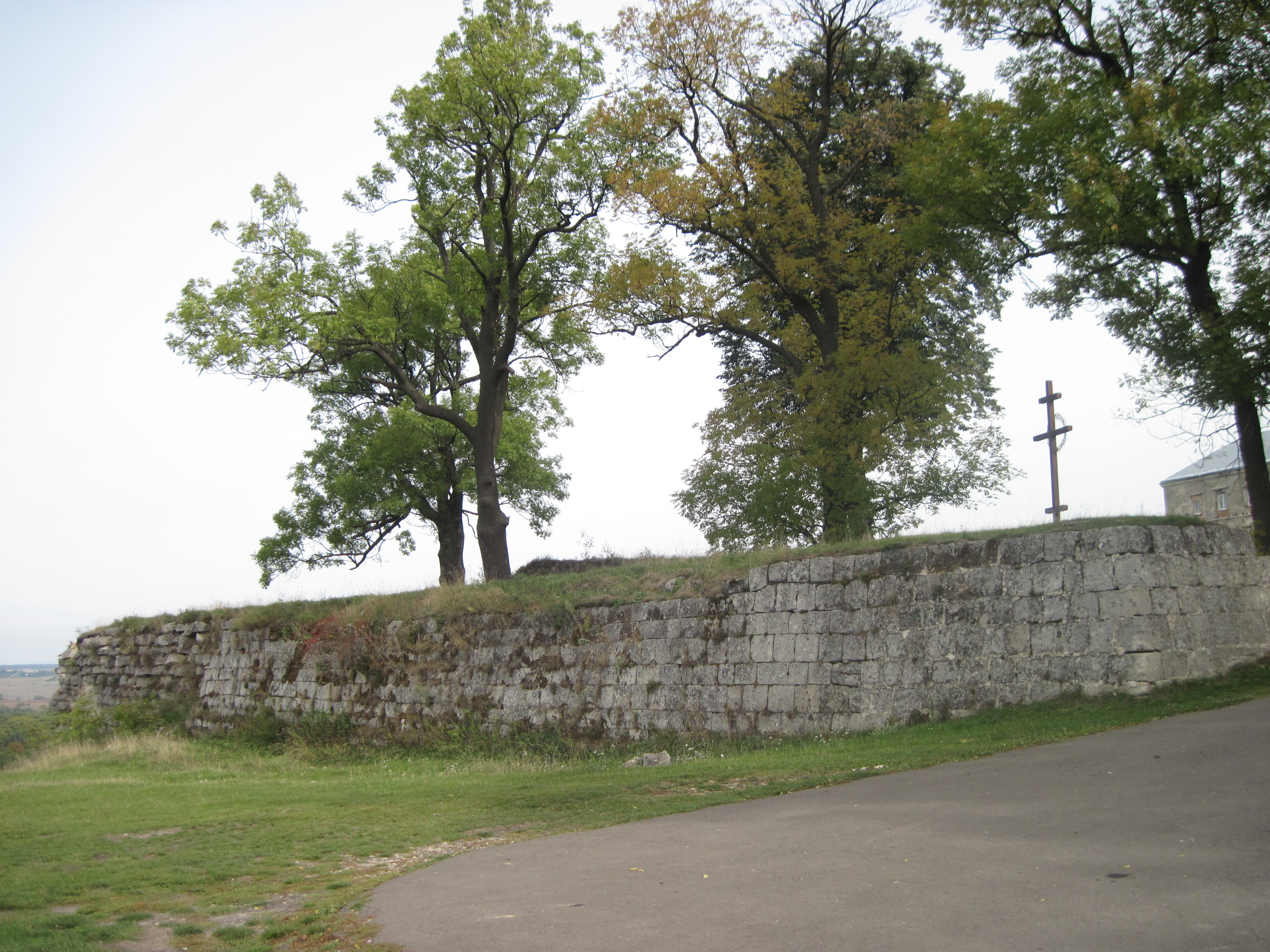
Мур бастіону біля головного в'їзду

### Римо-католицький період
Перша згадка про монастир — 1464 р., у зв'язку із заснуванням містечка Підкамінь, замку та костелу оо. домініканців за ініціативою Петра Цебровського з Жабокруків — власника довколишніх земель. Посідач з цією метою звернувся до монастиря РКЦ у Львові прислати сюди ченців. Архієпископ львівський Григорій Сяноцький сам приїхав до Підкаменя, а в день Внебовзяття Пресвятої Діви Марії 1464 року спровадив сюди братів. Ченці осіли при костелі Внебовзяття Пресвятої Діви Марії, Святого Хреста, апостолів Петра і Павла та всіх святих. Для утримання монастиря Петро Цебровський записав села Попівці, Нем'яч.
1519 року під час татарської навали селище і монастир домініканців пограбовані і зруйновані.
1524 року Марцін Каменецький наказав утопити у ставі Попівців двох ченців-домініканців з Підкаменя, які боронили проти його волі фундацію монастиря. 8 січня 1688 року село Чехи стало власністю домініканського монастиря.
У "Herbarz Polski" будівничим костьолу названо Станіслава Ледуховського, який був похований саме тут у 1725р.
15 серпня 1727 року в монастирі відбулась коронація ікони Підкамінської Богородиці (латинський обряд, за дозволом Папи Римського Бенедикта ХІІІ). 
Монастир був власником великої земельної власности в містечку Гологорах у другій половині XIX ст.
У час І-ї світової під час пожежі в монастирській бібліотеці у вересні 1915 року були знищені вогнем, зокрема, рукописи праць пріора монастиря Баронча Садока.

### Греко-католицький період
Через недбальство пострадянської української влади (зокрема, вночі проти 5 лютого 2011 через сильний вітер на дах дзвіниці храму впала частина риштування, внаслідок чого були розбиті чи пошкодженні три з чотирьох барокових скульптур та дах дзвіниці. Станом на 8 лютого фрагменти трьох пошкоджених скульптур були зібрані і передані настоятелю монастиря для подальшої можливої реставрації) втрачено одну з барокових скульптур роботи учнів Пінзеля на вежі монастиря (вони були зроблені з дерева та бляхи). Одна з них, яка впала майже з 40-метрової висоти, не підлягає реставрації; три інші впали на дах будівлі. Дві скульптури були знищені повністю.
2 липня 2013 року владика Ігор (Возьняк) очолив молитовний відпуст до Підкамінської чудотворної ікони Пресвятої Богородиці, який святкують тут з давніх часів у день пам’яті Святого апостола Юди Тадея, брата Господнього.

## Опис
Сильно постраждав під час обидвох світових воєн (видно сліди потрапляння куль, осколків). Через варварство під час воєн та раннього радянського періоду (НКВД «додумалось» розташувати тут пересильну тюрму; в'язні, гріючись, спалили значну частину речей інтер'єру; тут відбував «покарання» блаженний священномученик УГКЦ отець Микола Цегельський. Перебуває в стані відновлення з руїни. 
Сучасного вигляду монастир набув впродовж значних добудов у XVII–XVIII століттях. Враховуючи розпланування монастиря з замкненими внутрішніми дворами та оборонними мурами з бастіонами, належить до комплексів оборонного типу.
У комплекс споруд входять:
- колишній костел Внебовзяття Пресвятої Діви Марії (1612–1695 рр., бароко)
- корпуси келій
- два внутрішні двори
- колодязь у першому внутрішньому дворі
- каплиця Св. Параскеви (арх. А Кастеллі та А Каппоні, бароко)
- триаркова дзвіниця без дзвонів
- службові приміщення, кухня
- ораторіум
- колона зі скульптурою Богородиці
- оборонні мури з вежами, брамою (з 1702 р.), бастіонами.

### Колишній костел Внебовзяття Пресвятої Діви Марії, коротка хронологія
Костел вибудували з цегли та каменю; є тринавним (типу базиліки), потинькованим, зального типу, центральна нава вища за бічні, трансепт — відсутній. До бічних сторін вівтарної частини храма прибудовані двоярусні каплиці, вкриті куполами.
Довгий час будівництва (1612—1695) зумовили помилки малоосвічених будівельників, що призвело до обвалу склепінь храму в 1640 та 1685 р. Легенда говорить про те, що значні кошти давав король Ян III Собеський, а обвал — «кара Божа».
Джовані Батіста Фальконі перед травнем 1648 року виконав стуккову декорацію інтер'єру каплиці святого Домініка в костелі (стіни, тамбур і чаша купола). У 1708 р. до головного фасаду храму прибудували чотирикутну вежу. 1712-го майстер С. Дроздович на протилежному кінці даху нави від вежі костелу створив сигнатурку. У 1713 р. монастир опплатив створення та запровадження годинника (куранти) на вежі храму (майстер А. Загайський). У 1760 р. впритул до абсиди побудували одноповерховий ораторіум (архітектор Д. Терлецький.)
Укладені угоди, виплати за роботи:
- 21 лютого 1700 пріор Томаш Крушевський ОР — зі скульптором Лаврентієм Сарновичем щодо виконання нового головного вівтаря храма за 4300 польських злотих (офіра волинської каштелянової[13] п. Анни Вельгорської). Цей вівтар вирішили оздобити срібним антепендієм з монастирських коштів[14]. Л. Сарнович виконав також два притенчових бокових вівтарі — св. Хреста і св. Вікторії.
- 9 жовтня 1760 — зі скульптором Стефаном Кольчицьким на виконання вівтаря св. Томи Аквінського за 400 пол. зл.
- 3 жовтня 1773 року архітектор Петро Полейовський отримав від ченців оплату (216 пол. зл.) за створення ескізу хорів.
- 11 квітня 1774 року — з Франциском Олендзьким щодо виконання за 78 червоних зл.[15] різьбленого декору нового 18-голосого органу Декор, виконаний майстернею Ф. Олендзького, пізніше відремонтували і дещо переробили в стилі рококо і неорококо з використанням поліхромних позолочених фігур Давида, св. Цецилії, музикуючих ангелів з трубами, мотивів рокайлів, ґраток, мушлей і квітів.
- 6 липня 1779 року — 300 флоринів скульптору Йозефові Легерлютцу за виставлення двох вівтарів: св. Вікторії і св. Антонія.[16]

Храм прикрашали також скульптури Я. Ростафінського. Фрески створювались впродовж декількох будівельних періодів (Станіслав Строїнський — у 1766 р., пізніше — С. Скрицький, Я. Чайковський, Ф. Силич, у 19 ст. — Кароль Рафаїл Сагановський (1836–1879) та М. Яблонський та ін.)
Твори мистецтва та фрески були пошкоджені під час першої світової війни та пожежі 1916 р., коли згоріли дахи більшості монастирських будівель. Монастир частково ремонтували у 1920-ті рр.
Томаш Зауха вважав, що дуже правдоподібно після фундушу для домініканців Миколи Василя Потоцького (200000 злотих польських у 1761 році) у 1764 році розпочали виготовляти новий пізньобароковий головний вівтар для костелу. Старий натомість розібрали та перевезли до домініканського костелу в містечку Золотий Потік (1775).
Зб. Горнунг вважав, що: 1) Ф. Олендзького можна вважати автором різьб вівтаря св. Вікторії по лівій стороні біля входу в презбітерій та статуї матері Божої Ласкавої, яку потім перевезли до костелу домініканців у Тернополі; 2) Фабіан Фесінгер був автором різьбярського вистрою в костелі.

### Вежа костелу
У 1761 році за проектом архітектора Павла Гіжицького створено бароковий дах вежі костелу (за іншими даними, Гіжицький брав участь в роботах у 1760 році). Вежа чотирикутка за поземним планом, у п'ять ярусів, кути декоровані пілястрами, дах четвертого ярусу — скульптурами. У 2010 році бароковий дах вежі через аварійний стан було демонтовано під час ремонтних робіт.

### Келії
Першим постав одноповерховий корпус з північного боку костелу. Будівництво тривало у 1612–1685 рр. В першому внутрішньому дворі викопали колодязь. З 1746 р. розпочато будівництво другого поверху келій за проектом архітектора С. Мікошевського та новим внутрішнім діором. Саме ці корпуси ремонтували у 1864 р., а потім у 1920-ті (архітектор Вавжинець Дайчак).
Корпуси келій — дво- та триповерхові, коридорної системи з одно- та двобічним розташуванням келій. Частина коридорів має циліндричні, друга частина — хрещаті склепіння. Зовнішні фасади келій — суворі, пласкі, бідні декором, завершені карнизом. Мури підсилені контрфорсами.

### Колона
З південного боку костелу — колона з «фігурою» Богородиці. Статуя виготовлена у 1719 р. з міді та визолочена (визолотив — майстер Х. Шоберт). Кошти для виготовлення колони надав, головно, Станіслав Лєдуховський; також, зокрема, Яблоновський Ян Станіслав.

### Каплиця
У стилі пізнього бароко за проектом архітекторів А. Кастеллі та А. Каппоні. Ротонда, гранчата за поземним планом, крита куполом з архітектурним ліхтариком. Вівтарна стіна має вбудовані сходи нагору. Вівтар мав архітектурну форму. Одна з найкращих ротонд доби бароко на теренах України.

### Оборонні мури
Сучасні оборонні мури почали зводити з 1702 р. Кам'яні, частково поруйновані, вежі заокруглені, двоярусні. Одна з веж зберегла дах-шатро. В середині західного муру — в'їзна брама, в замковому камені — дата — 1704 р.

## Відомі люди

### Меценати
Король Речі Посполитої Ян III Собєський, теребовлянський староста Міхал Францішек Потоцький, канівський староста Микола Василь Потоцький, представники магнатських родів Вишневецьких, Чорторийських, Любомирських, Собєських, Потоцьких (зокрема, Стефан Александер Потоцький), Калиновських, Маріанна та Ян Ледуховські. Чимало коштів для монастиря було отримано завдяки особистим зв'язкам його пріора кс. Францішека Руссияна з родинами Потоцьких, Коссаковських.
27 березня 1772р. гр.Маріанна з Ледуховських "На прославу Бога і на спасення душі своєї" офіровала монастирю 3тис. злотих, про що є відповідний запис у відомості Підкаменського ксьондза.

### Пріори
Дамасцен Сапальський (1640-43), Томаш Крушевський ОР, Садок Баронч,

## Усипальниця
У крипті костелі були поховані представники родів Цетнерів, Ледуховських, тіло Стефана Александера Потоцького…

## На початку XXI століття
Коштом ЄС реставрують дзвіницю монастиря у рамках проекту «Транскордонний паломницький маршрут як інструмент промоції спільної історико-культурної спадщини в українсько-польському прикордонні», який є одним з переможців програми транскордонного співробітництва Польща – Білорусь – Україна 2014-2020.
7 грудня 2018 року Департамент архітектури та розвитку містобудування Львівської обласної державної адміністрації підписав договір із переможцем тендеру на реставрацію дзвіниці. На реставрацію монастирської дзвіниці європейський союз виділив 795 тис. євро.

## Світлини

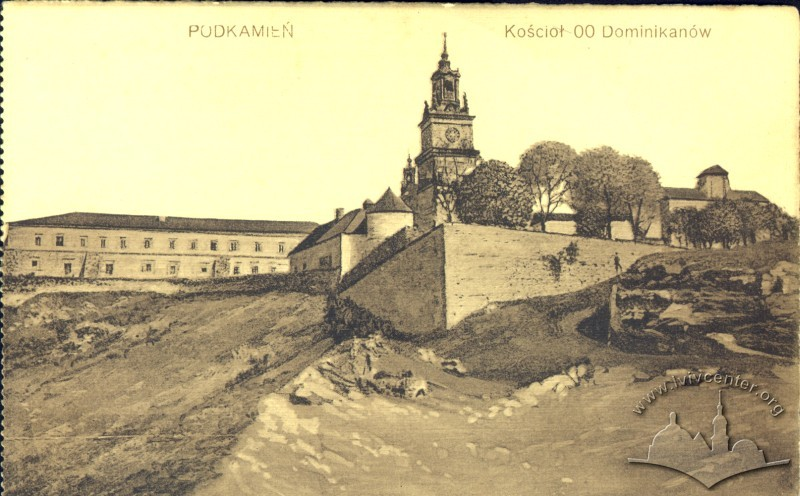
Монастир, 1910
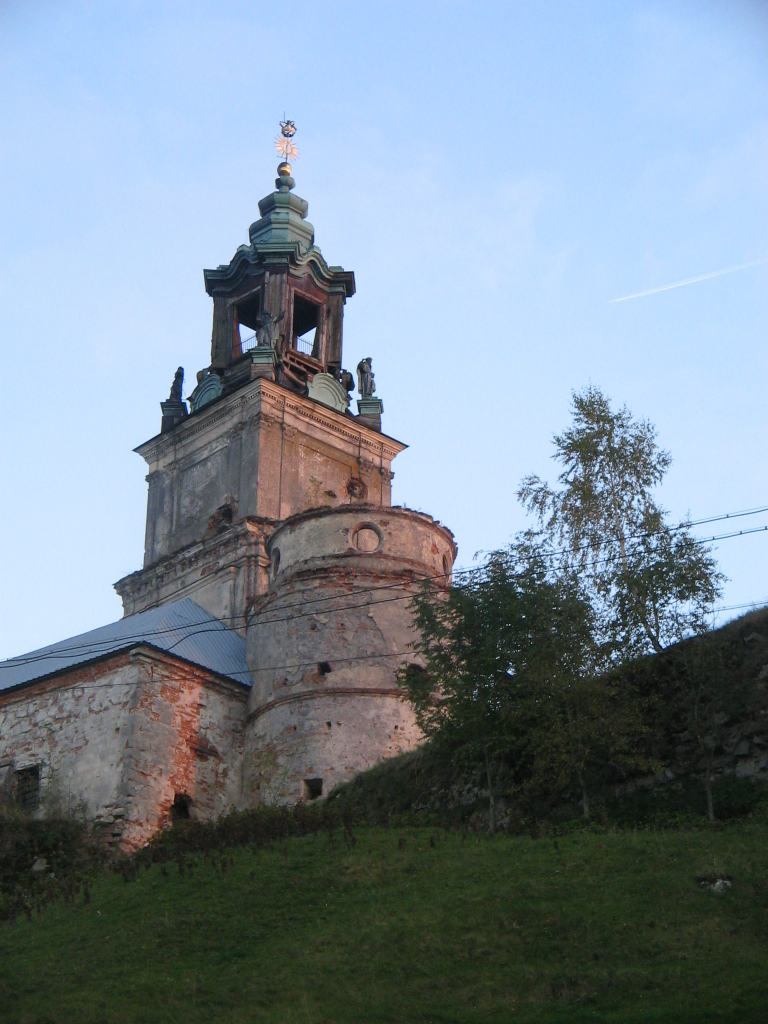
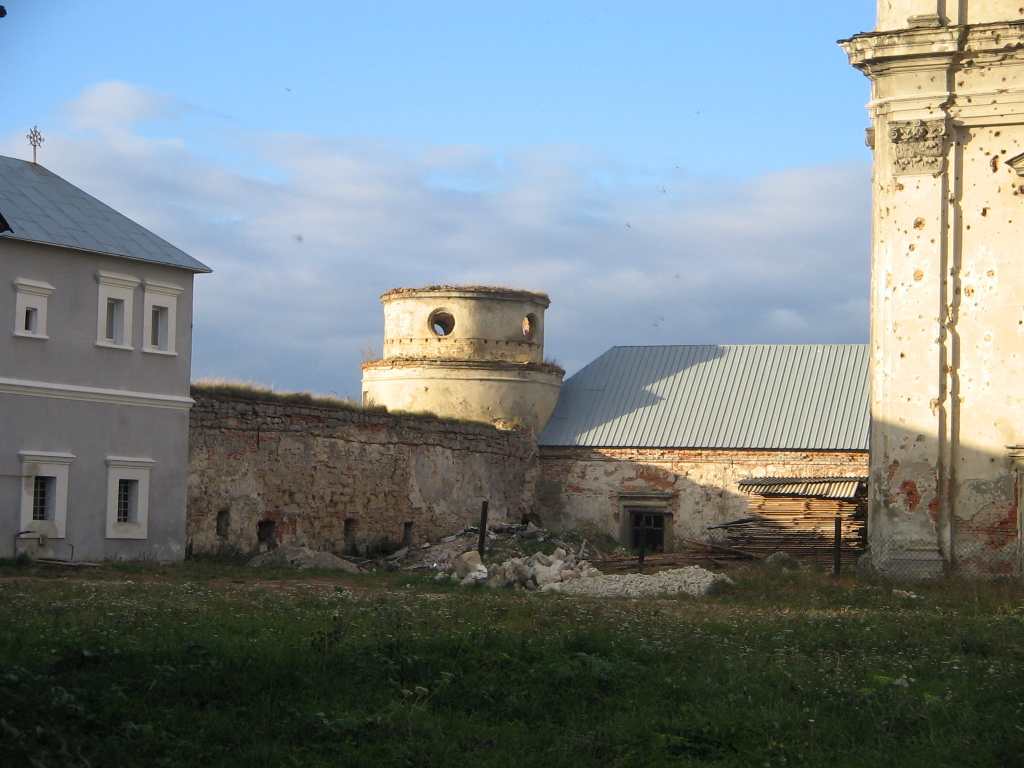
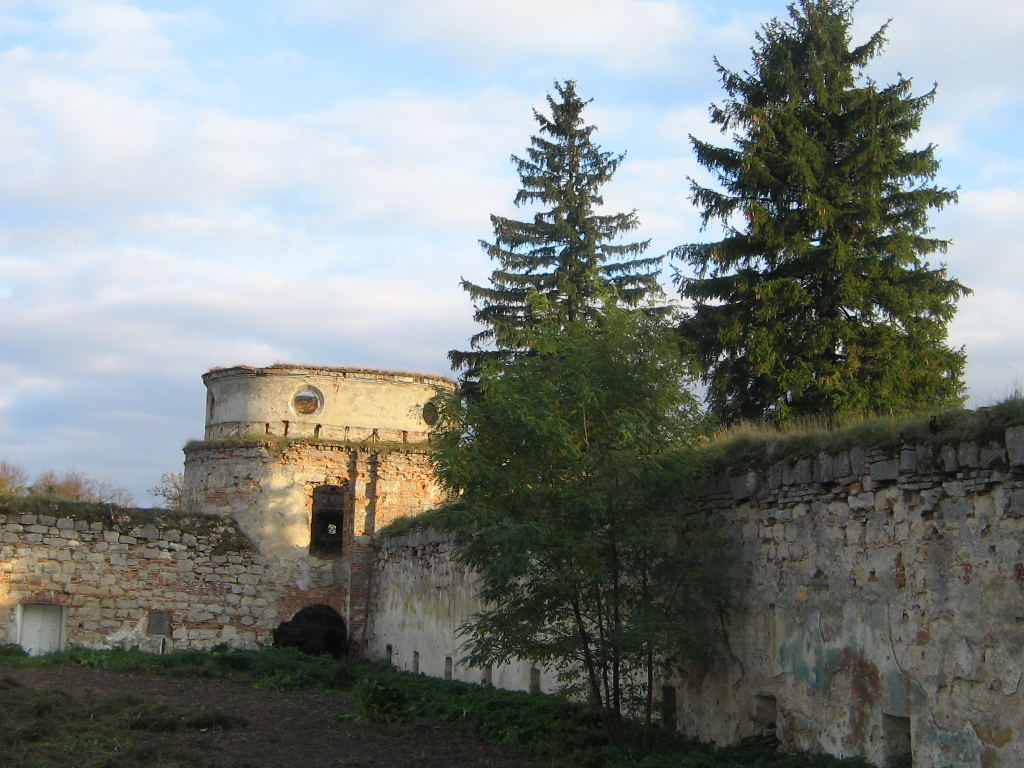
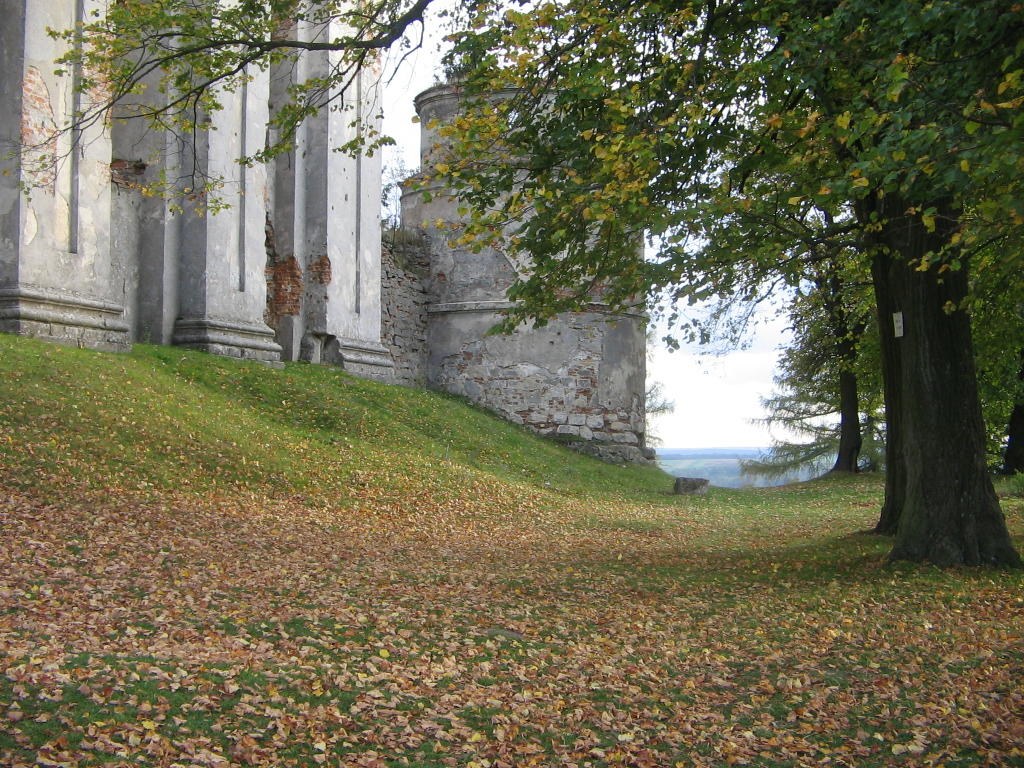
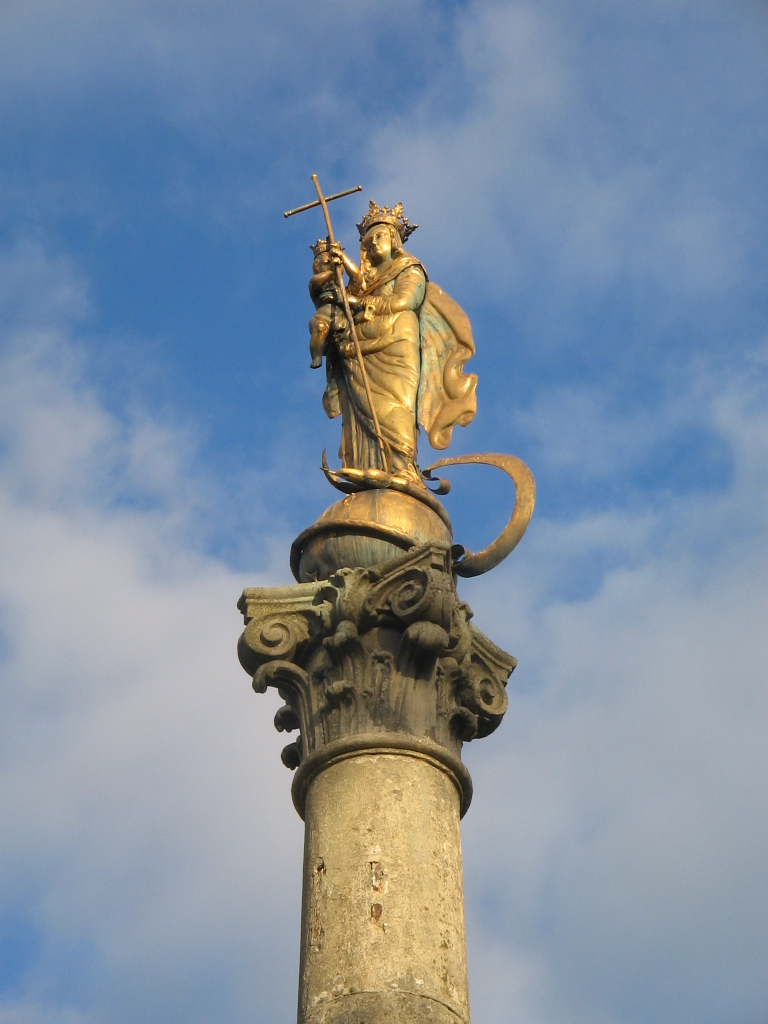
Скульптура Богородиці на колоні
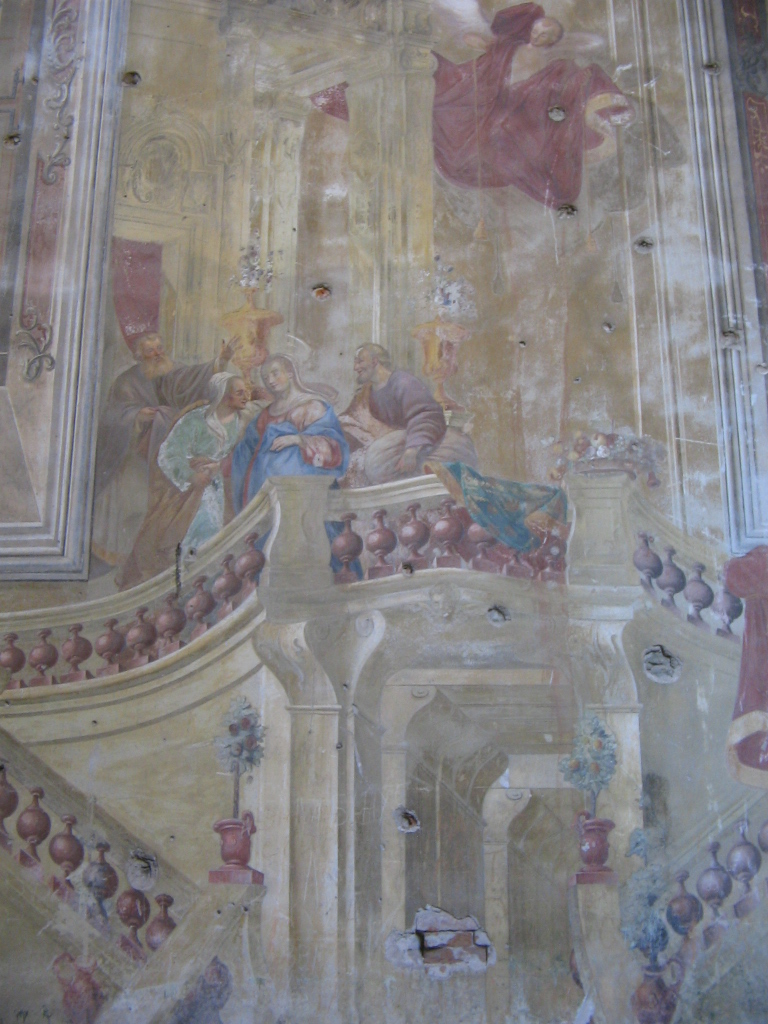
Залишки фресок в костелі
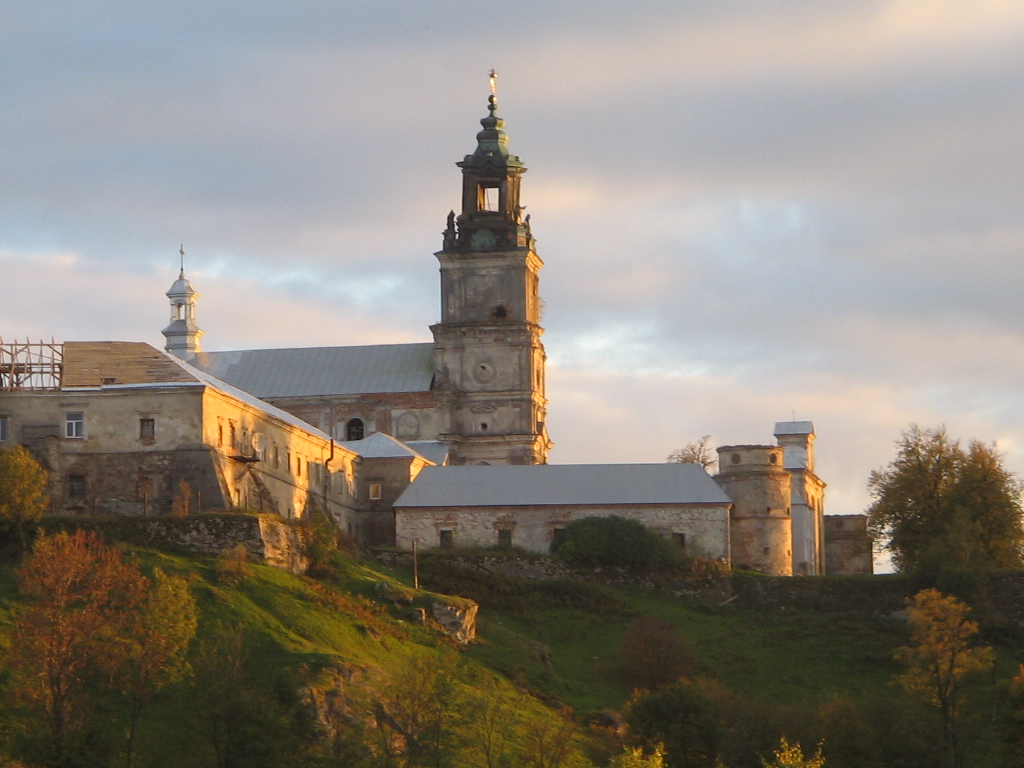
Загальний вигляд монастиря
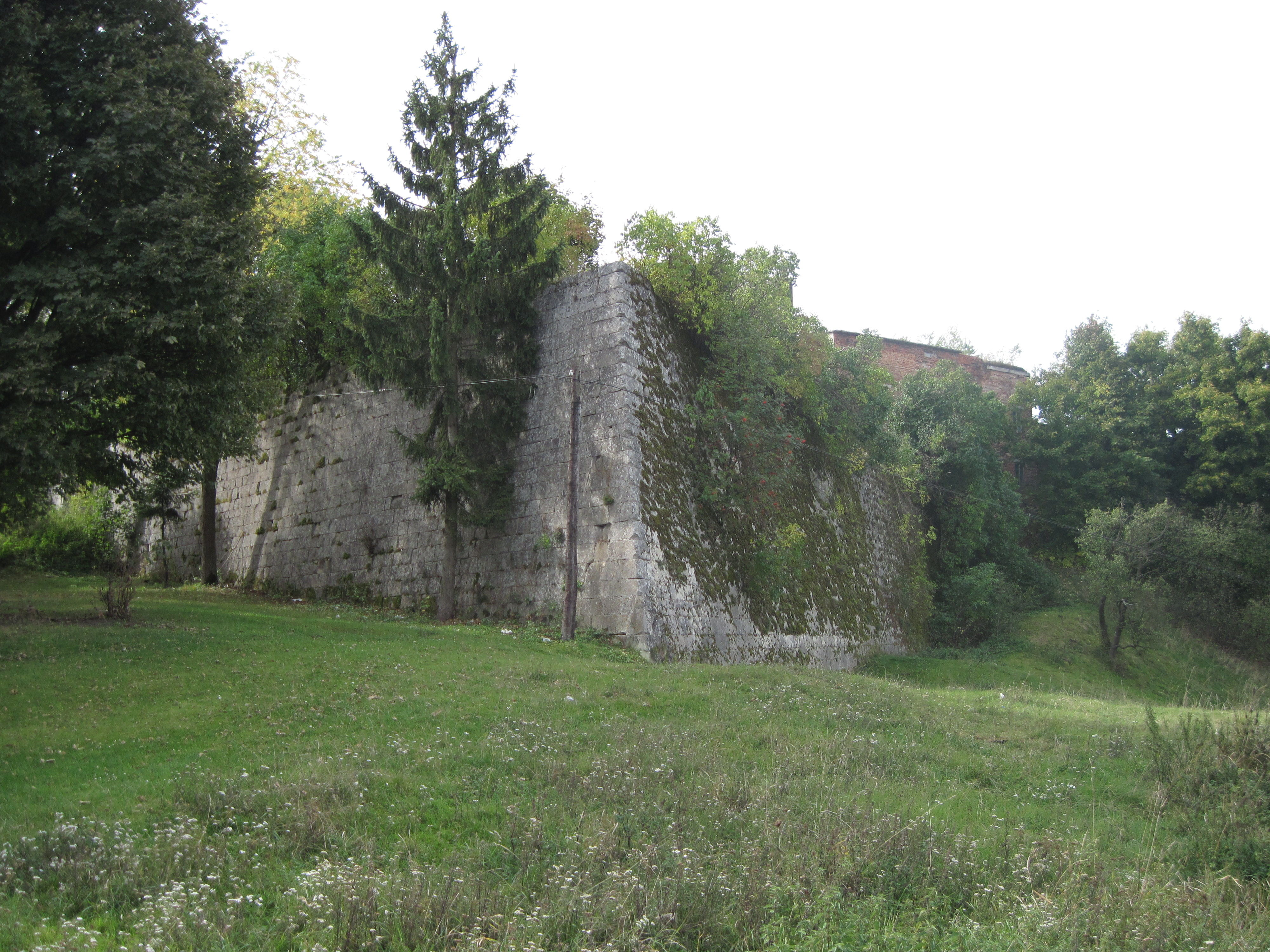
Один з бастіонів
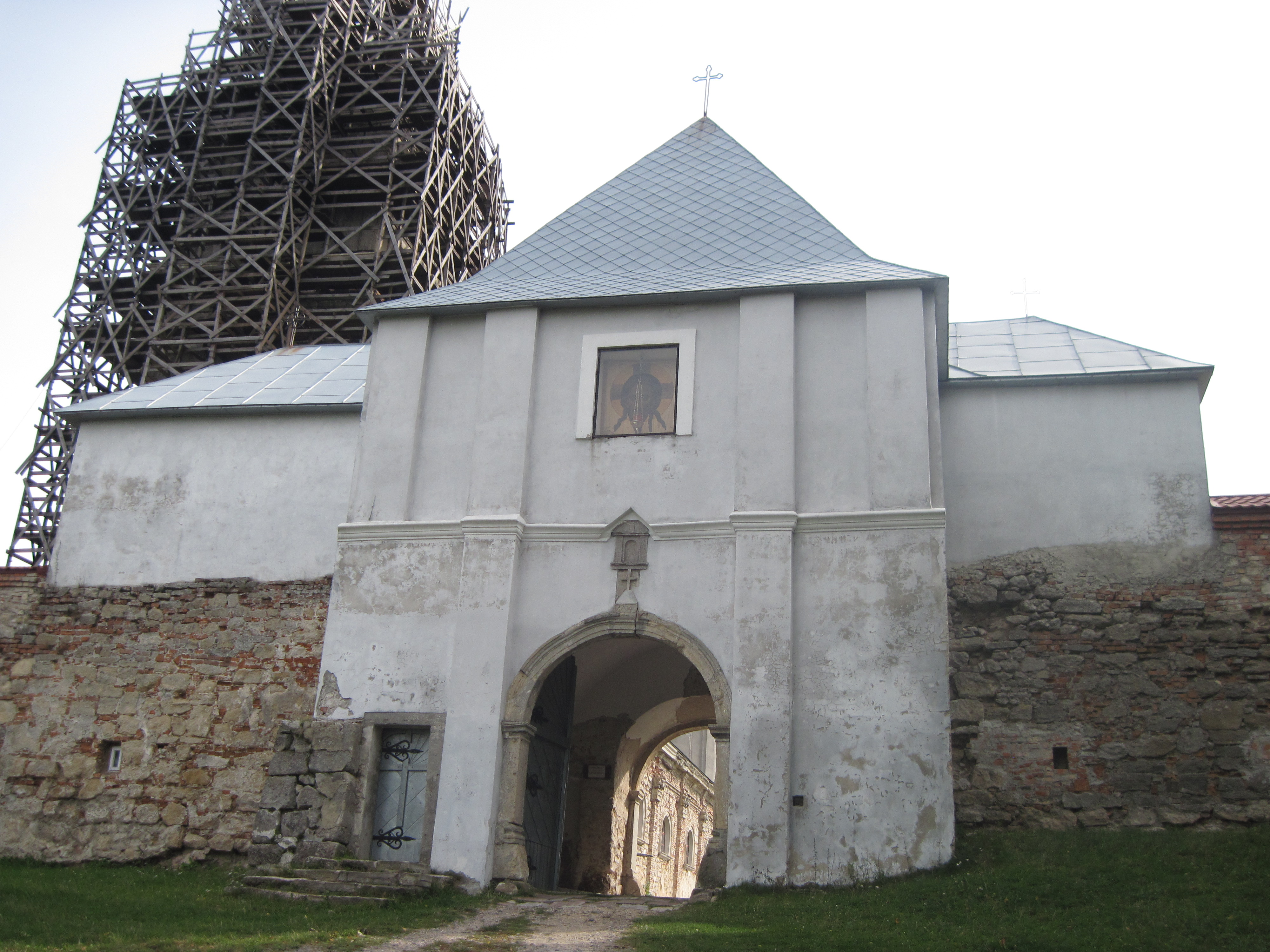
Брама монастиря ззовні
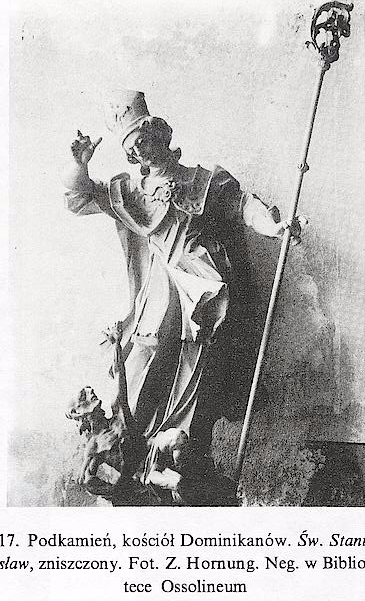
статуя святого Станіслава